# Pașcani
Pașcani est une ville en Moldavie roumaine, dans le județ de Iași, à 75 kilomètres du chef-lieu Iași.
La ville est un important nœud ferroviaire avec voies de triage et ateliers de réparations.

## Étymologie
Les historiens et les philologues rappellent que tous les toponymes en...eşti ou en...ani ou...eni, proviennent d'une tradition patronymique et toponymique des pays roumains qui du prénom d'un chef de famille ou d'un noble (par exemple Mihai « Michel ») crée un adjectif (par exemple Mihăilescu ou Mihăileanu « tenant de Michel » devenant patronyme, au pluriel Mihăilești ou Mihăileni « les gens de Michel » ou « le village des gens de Michel » devenant toponyme). Dans le cas de Paşcani, le 2 juillet 1453, le souverain de Moldavie Alexandre II remet les droits de la cité à l'écuyer (aprod) Pascou Oana, d'où la ville tire son nom.

## Histoire
Durant le néolithique, la cité faisait partie de la civilisation de Coucouteni-Tripolie. Pendant l'antiquité, elle faisait partie de la Dacie et était habitée par les Carpiens. Suivent les invasions barbares, et après le passage des Goths et de nombreux peuples cavaliers nomades d'origines diverses, trois cultures vont dominer la région de Paşcani : celle des Slaves (arrivés au VIe siècle), celle des Iasses (des Alains arrivés au XIIe siècle et dont la ville de Iași perpétue le souvenir) et celle des Coumans (arrivés au XIIIe siècle), assimilés au fil du temps par les Proto-roumains qui finissent, en 1359, par émanciper leur principauté de Moldavie des tutelles ruthène et hongroise.
En 1859, la Moldavie, en s'unissant à la Valachie, forme la Roumanie : Paşcani est depuis lors une ville roumaine.
Comme toute la Roumanie, Pașcani a subi les régimes dictatoriaux carliste, fasciste et communiste de février 1938 à décembre 1989, mais connaît à nouveau la démocratie depuis 1990.

## Personnalités liées à la commune
- Mihail Sadoveanu (1880-1961), écrivain, académicien, jusqu'en 1945 humaniste et socialiste, ensuite communiste stalinien.